# دائرة بوحجار
دائرة بوحجار إحدى دوائر  ولاية الطارف الجزائرية .  عاصمتها هي بوحجار  وتضم بلديات  : 
- بوحجار
- عين الكرمة
- واد الزيتون
- حمام بني صالح